# Germans Livonians de l'Espasa
Els Germans Livonians de l'Espasa (en llatí Fratres militiae Christi, literalment la "Fraternitat de l'Exèrcit de Crist"), també coneguts com a Cavallers de Crist, Germans de l'Espasa, Cavallers Portaespases o Milícia de Crist de Livònia, foren un orde militar fundat el 1202 per Albert von Buxhoeveden, bisbe de Riga (príncep-bisbe de Livònia), i compost per monjos guerrers alemanys (de Livònia). Estava basat primordialment en els estatuts dels Cavallers Templers.
Des de la seva fundació, l'orde solia ignorar el seu suposat vassallatge al bisbat. En 1218 el bisbe va demanar al rei Valdemar II de Dinamarca suport contra l'orde, però Valdemar II va concertar un acord amb la Germandat i va aprofitar per a conquistar el nord d'Estònia.
En 1237 van passar a formar part de l'Orde Teutònic, formant-ne una branca anomenada Orde Livonià.
Les casernes de l'orde es trobaven a Viljandi (Fellin), en l'actual Estònia, on les muralles del castell encara segueixen dempeus. Altres places fortes incloïen: Cesis (Wenden), Sigulda (Segewold) i Aizkraukle (Ascheraden). Els comandants de: Viljandi (Fellin), Kuldiga (Goldingen), Aluksne (Marienburg), Tallinn (Reval) i el batlle de Paide (Weissenstein) pertanyien al consell de cinc membres del Mestre de l'Orde.

## Mestres de l'Orde
- Wenno (von Rohrbach?) 1204–1209
- Volquin (von Naumburg?) 1209–1236

Segell de l'orde del segle xiii, amb l'escut
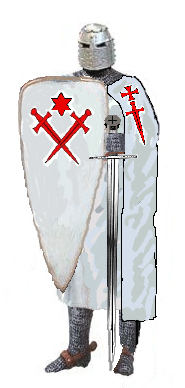
Hàbit dels cavallers livonians
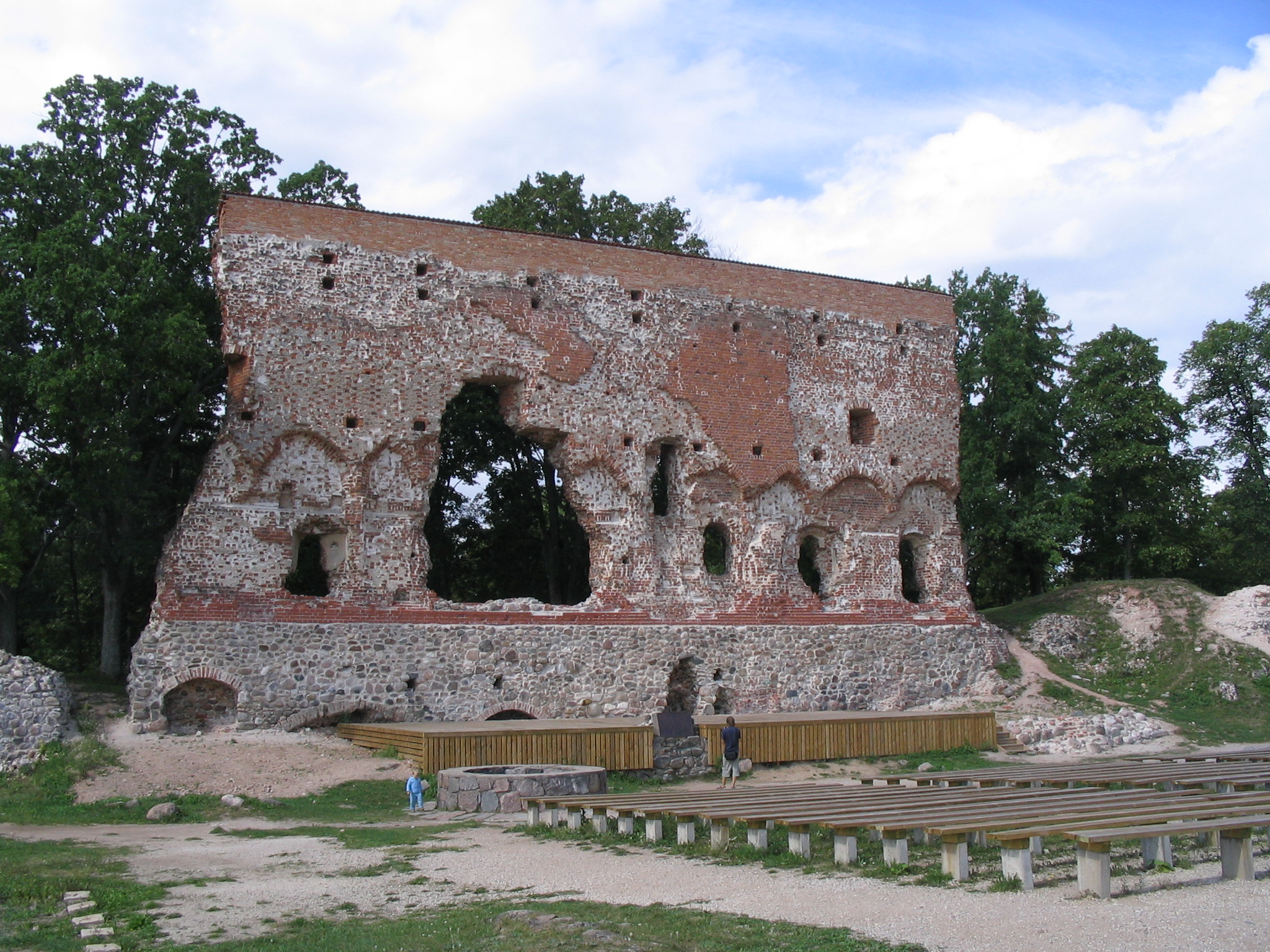
Ruïnes del castell de Viljandi, casa mare de l'orde
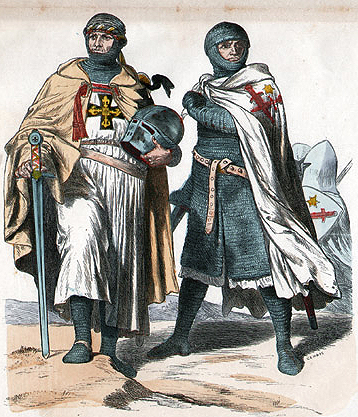
Germans Livonians de l'Espasa

## Mestres de Livònia (Orde Teutònic)
- Hermann Balk 1237–1238
- Dietrich von Grüningen 1238–1242
- Dietrich von Grüningen 1244–1246
- Andreas von Stierland 1248–1253
- Anno von Sangershausen 1253–1256
- Burchard von Hornhausen 1256–1260
- Werner von Breithausen 1261–1263
- Konrad von Mandern 1263–1266
- Otto von Lutterberg 1266–1270
- Walther von Nortecken 1270–1273
- Ernst von Rassburg 1273–1279
- Konrad von Feuchtwangen 1279–1281
- Wilken von Endorp 1281–1287
- Konrad von Herzogenstein 1288–1290
- Halt von Hohembach –1293
- Heinrich von Dinkelaghe 1295–1296
- Bruno 1296–1298
- Gottfried von Rogga 1298–1307
- Conrad von Jocke 1309–1322
- Johannes Ungenade 1322–1324
- Reimar Hane 1324–1328
- Everhard von Monheim 1328–1340
- Burchard von Dreileben 1340–1345 Territori dominat per l'Orde de Livònia
- Goswin von Hercke 1345–1359
- Arnold von Vietinghof 1359–1364
- Wilhelm von Vrymersheim 1364–1385
- R. von Eltz 1385–1389

Territori dominat per l'Orde de Livònia

- Wennemar Hasenkamp von Brüggeneye 1389–1401
- Konrad von Vietinghof 1401–1413
- Diderick Tork 1413–1415
- Siegfried Lander von Spanheim 1415–1424
- Zisse von Rutenberg 1424–1433
- Franco Kerskorff 1433–1435
- Heinrich von Bockenvorde 1435–1437
- H. Vinke von Overbergen 1438–1450
- Johann Osthoff von Mengede 1450–1469
- Johann Wolthuss von Herse 1470–1471
- Bernd von der Borch 1471–1483
- Johann Fridach von Loringhofe 1483–1494
- Wolter von Plettenberg 1494–1535
- Hermann Hasenkamp von Brüggeneye 1535–1549
- Johann von der Recke 1549–1551
- Heinrich von Galen 1551–1557
- Johann Wilhelm von Fürstenberg 1557–1559
- Godert (Gotthard) Kettler 1559–1561